# 新华多功能字典

《新华多功能字典》的封面

《新华多功能字典》是商务印书馆出版的一本中型汉语字典，由曹先擢、苏培成主编，2005年出第一版。《新华多功能字典》收字头14245个，收录规模大于同为商务印书馆出版的《新华字典》（第十版收字11200个）。